# Rectiostoma
Rectiostoma é um gênero de traça pertencente à família Oecophoridae.

## Espécies
- Rectiostoma argyrobasis
- Rectiostoma callidora
- Rectiostoma chlorobasis
- Rectiostoma chrysabasis
- Rectiostoma cirrhobasis
- Rectiostoma cnecobasis
- Rectiostoma dietzi
- Rectiostoma earobasis
- Rectiostoma eusema
- Rectiostoma fernaldella
- Rectiostoma flaviceps
- Rectiostoma flinti
- Rectiostoma hemitheia
- Rectiostoma leuconympha
- Rectiostoma ochrobasis
- Rectiostoma silvibasis
- Rectiostoma thiobasis
- Rectiostoma xanthobasis
- Rectiostoma xuthobasis

}}
}}